# Bundesstraße 244
Die Bundesstraße 244 (Abkürzung: B 244) in Deutschland zweigt in Großer Kain, einem Wohnplatz der Gemeinde Dedelstorf, von der B 4 in östliche Richtung ab und endet in Elbingerode, einem Ortsteil der Stadt Oberharz am Brocken an der B 27 im Landkreis Harz.

## Verlauf

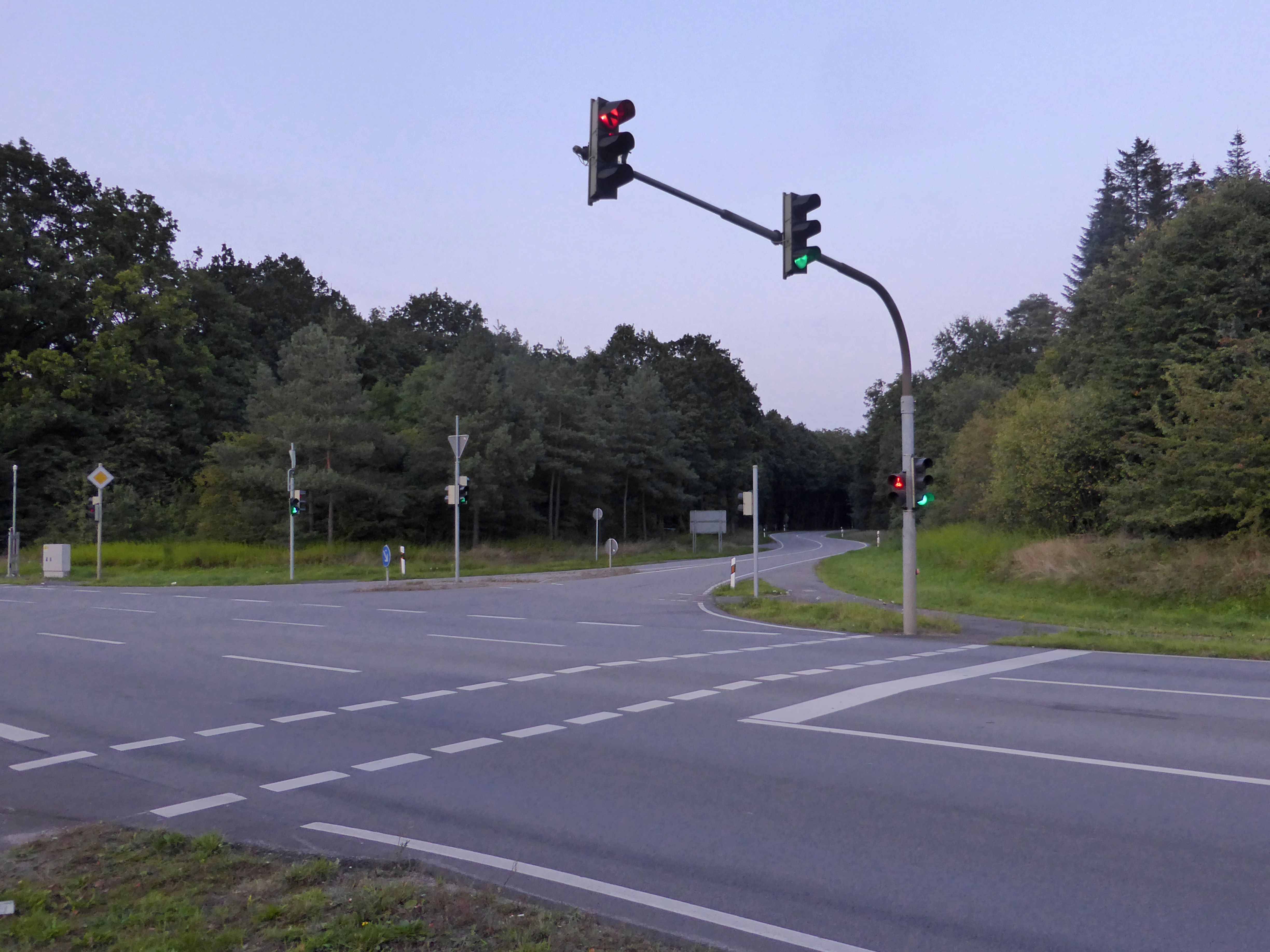
Beginn der B 244 (hinten) an der B4 (vorn)

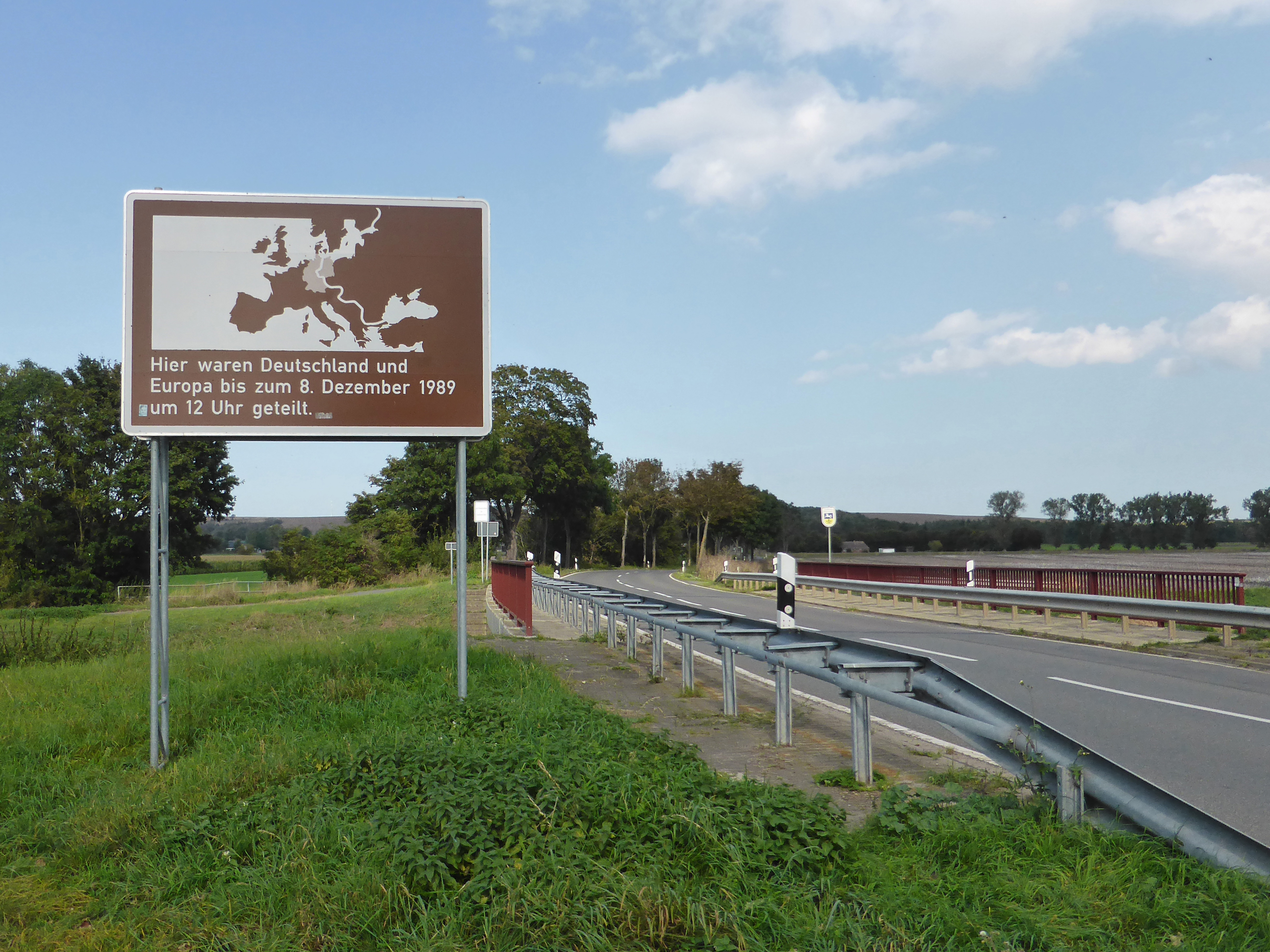
B 244 mit ehemaliger DDR-Grenze zwischen Jerxheim und Dedeleben

Die Bundesstraße 244 beginnt in Großer Kain, gegenüber dem ehemaligen Gasthof Zum großen Kain, und führt über Repke, Hankensbüttel, Wittingen, Brome, Rühen (Landkreis Gifhorn), Velpke, Helmstedt, Schöningen (Landkreis Helmstedt), Dardesheim, Wernigerode nach Elbingerode (Stadt Oberharz am Brocken, Landkreis Harz).
Zwischen Jerxheim und Dedeleben war die Bundesstraße 244 während des Kalten Krieges im 20. Jahrhundert durch die Innerdeutsche Grenze geteilt.